# Antona batesi
Antona batesi là một loài bướm đêm thuộc phân họ Arctiinae, họ Erebidae.